# Feminista Jones
Pour les articles homonymes, voir Jones.
Michelle Taylor, connue sous le pseudonyme de Feminista Jones, est une écrivaine féministe basée à Philadelphie, une conférencière, une travailleuse sociale à la retraite et une militante communautaire. Elle se définit elle-même comme une féministe noire post-moderne et pro-sexe. Elle contribue sur le Black Twitter et s'intéresse particulièrement au Black feminism.
Elle est une blogueuse récompensée et l'auteure de quatre livres, dont la sortie de 2019 acclamée par la critique, Reclaiming Our Space: How Black Feminists Are Changing the World From the Tweets to the Streets. Son écriture et son activisme sont centrés sur la culture noire américaine, le féminisme, la théorie critique de la race, l'intersectionnalité, la santé mentale, la pauvreté et la santé et le bien-être des femmes.

## Biographie
Michelle Taylor est née et a grandi dans la ville de New York. Elle est une ancienne élève de l'université de Pennsylvanie.
Michelle Taylor détient une maîtrise en leadership et gestion organisationnelle et une maîtrise en administration publique.
Elle a déclaré dans une interview qu'elle souhaite lutter contre la pauvreté en raison de son expérience personnelle d'avoir grandi dans la pauvreté.
Taylor travaille à Witnesses to Hunger, un projet du Centre for Hunger-Free Communities de l’Université de Drexel. En 2013, Taylor a reçu une bourse de la Fondation des Nations unies pour son influence sur les médias sociaux. En 2014, elle a lancé une campagne mondiale contre le harcèlement de rue (#YouOKSis) et un mouvement de silence national pour protester contre les brutalités policières (#NMOS14), qui ont tous deux attiré l'attention des médias internationaux,. Le hashtag #NMOS14, également connu sous le nom de « Moment de Silence national », est utilisé sur Twitter pour participer aux veillées après la mort de Michael Brown. L'objectif de Taylor est de faire comprendre aux gens que la vie des noirs compte et son tweet, « Même si vous ne vivez rien, cela ne veut pas dire que cela ne s'est pas produit. » sert à dénoncer les violences policières. Taylor est partisane de l'organisation Black Lives Matter et estime qu'il est nécessaire que tout le monde reconnaisse les difficultés rencontrées par les personnes de couleur.
Jones a twitté sur sa propre expérience lors d'un incident de harcèlement de rue à New York,. Un autre utilisateur, @BlackGirlDanger, a suggéré de lancer la campagne « You OK, sis » pour sensibiliser et encourager les victimes de harcèlement de rue,. Des centaines de personnes ont commencé à utiliser le hashtag comme moyen de dénoncer le harcèlement dans la rue,. Jones décrit dans Salon : « un groupe d'utilisateurs actifs de Twitter, principalement afro-américains, qui a créé une communauté virtuelle (...) se révèle apte à provoquer de nombreux changements socio-politiques. ». Pour ce travail, elle reçoit le Black Weblog Award 2014 pour son activisme en ligne.
En 2014, elle est classée parmi le top 100 des meilleures influenceuses et influenceurs noirs par The Root. Taylor est l'une des conférencières invitées à la Philadelphia Woman's March qui s'est déroulée le 21 janvier 2017. Son message principal est de parler de la différence entre les alliés et les co-conspirateurs. Elle a dit : « Les alliés blancs ne m'intéressent pas, ce que je veux vraiment, ce sont des co-conspirateurs. ». La définition de relation alliée est fondée sur le soutien et l'aide mutuelle. Les Noirs ne sont pas obligés de fournir un soutien aux Blancs qui dominent. Jones poursuit : « Ils ne travaillent pas ensemble sur un objectif commun. Mon but est de vivre. Les Blancs n'ont pas le même objectif. ».
Jones souhaite plus de participation aux rassemblements et aux actions civiles et ne veut surtout pas que les blancs soient exclus. Ce dont elle a besoin, c’est que les gens soient à ces côtés et disent : « Je vous soutiens, et non seulement je vous soutiens, mais je suis ici avec vous, retroussant mes manches et demandant: Que puis je faire ? »,.
En 2015, Taylor co-fonde et devient directrice générale de la Conférence sur la liberté des femmes, la première conférence entièrement numérique organisée et animée uniquement par des femmes de couleur. Pour son travail, elle est nommée l'une des Voix de l'année de SheKnows / BlogHer 2015. En 2015, Feminista Jones écrit plusieurs articles pour le Washington Post, le Salon, TIME.com et TheEbony.com,,. Taylor est régulièrement présentée sur Huffingpost Live, participe aux émissions Dr Oz Show et Exhale Show, et son travail a été présenté sur C-SPAN (2014). En 2018, elle fait partie des « 100 Philadelphiens les plus influents » selon le magazine Philadelphia.

## Vie privée
Michelle Taylor est pansexuelle. Elle a un fils.